# Радіоастрономічна обсерваторія «Бадари»
Радіоастрономічна обсерваторія (РАО) «Бадари» розташована в урочищі Бадари, Тункинського району, республіки Бурятія, Росія. Введена в дослідну експлуатацію в 2005 році. Є підрозділом Інституту прикладної астрономії РАН (ІПА РАН) — Іркутський відділ. Ця обсерваторія є третьою з трьох спостережних пунктів радіоінтерферометричної мережі «Квазар-КВО». Інші дві станції мережі «Квазар-КВО»: «Зеленчуцька» (Карачаєво-Черкесія) і «Світле» (Ленінградська область).
За 1,5 км на південний захід знаходиться радіоастрофізична обсерваторія «Бадари».

## Керівники обсерваторії
1. 2005-2011: Сергєєв Роман Юрійович.
2. 2011: Дзюба Дмитро Миколайович (в.о.)[2].
3. 2011- наш час: Шпилевський Володимир Владиславович (в.о.) [3].

## Інструменти обсерваторії
- РТФ-32 — повноповоротний прецизійний радіотелескоп з діаметром головного дзеркала D = 32 м і фокусною відстанню F = 11,4 м; робочий діапазон довжин хвиль від 1,35 до 21 см; антенна система - модифікована схема Кассегрена. Конструкція РТФ-32 розроблена ЦНДІПБК ім. М.П. Мельникова[ru][4][5].
- РТ-13 — 13-метровий радіотелескоп, побудований у 2014 році.
- WXT510 (Vaisala) — автоматична цифрова метеостанція.
- Javad GNSS Delta-G3T — GPS/ГЛОНАСС-приймач.

## Напрямки досліджень
- РНДБ-спостереження в рамках мереж IVS і «Квазар-КВО»
- астрометричні та геодинамічні спостережні програми